# Baláfia
Baláfia es un barrio de la ciudad de Lérida. En el año 2008 tenía con 13.151 habitantes y es el barrio más poblado de la ciudad. 

## Territorio, límites y Accesos
El barrio está situado en el oeste de la ciudad y queda limitado al este por el barrio de Pardiñas, la zona de la partida de Moncada por el oeste por el sur por el antiguo trazado de la línea del ferrocarril y por el norte por el barrio del Secano de San Pedro. 
El barrio cuenta con muy buenos accesos pueden llegar al mismo a treves de la Plaza Europa, la Av. Baro de Maials y la rambla del Corregidor Escofet y desde fuera de la ciudad por la  N-230  por la  C-12 .

## Equipamientos y servicios
Balafia destaca por una urbanización muy moderna y cuenta con amplias zonas ajardinadas entre las que destacamos la plaza de las Magnolias que es la plaza más grande de Lérida, así como la Plaza Balafia y la Plaza Maria Rubies. 
En cuanto a equipamiento educativos cuenta con una guardería municipal, dos colegios y un tercero en construcción así como dos centros de secundaria. 
En cuanto a los edificios emblemáticos cabe destacar la sede del Centro Cívico de Balafia. 

### Transportes
El acceso al Barrio con los Autobuses de Lérida se puede hacer por la Línea 8 (Balafia / Gualda) y la Línea 7 (Secano) y quedan muy próximas la Línea 2 (Ronda) y la Línea 10 (Exterior) ya que paran en la Plaza Europa. 

## Actividades de ocio y deportes
En el extremo este de Balafia se ubica el Pabellón Barris Nord del Club Esportiu Lleida Basquetbol, equipo de baloncesto que jugaba en la Liga ACB. Bajó de categoría al final de la temporada 2004-2005 y que próximamente iniciara la construcción de su ciudad deportiva en el Barrio. 
En su límite norte encontramos los campos de fútbol del U.E. Balafia. Tras una importante remodelación, la Unión Esportiva Balafia disfruta de un campo de césped artificial.
También cabe destacar que el Club Ciclista Terraferma tiene su sede en el Centro Cívico.
Las fiestas del barrio se celebran a finales del mes de agosto el fin de semana más cercano a la fiesta del patrón, el Apóstol Sant Bartomeu (24 de agosto) con múltiples actividades para todas las edades y gustos.

## Futuro
En muy poco tiempo el barrio ha cambiado su fisonomía, duplicando a principios de este siglo su tamaño, actualmente están en marcha tres planes de urbanización importante. Que son la expansión hasta el Seca de Sant Pere, la construcción de la Av. Piñana y el soterramiento total de las vías del tren y la construcción de un gran parque urbano sobre él, todo dentro del plan de la estación.